# Ruagea pubescens
Ruagea pubescens är en tvåhjärtbladig växtart som beskrevs av Karst.. Ruagea pubescens ingår i släktet Ruagea och familjen Meliaceae. Inga underarter finns listade i Catalogue of Life.